# ダイムストア
ダイムストア（英：Dime Store）は、ボウリング用語。各フレームの1投目を終えて5・7番ピン、又は5・10番ピンが残った形のことで、難易度の高いスプリットの一つ。
俗に5・7番ピンが残った状態を「ごしち」、5・10番ピンが残った状態を「ごっと」ということもある。

## 由来
一般的には5～10セントの品物を多く扱う「ダイムストア」というディスカウントストアの名前が由来と言われているが、ネーミングの由来は諸説ある。
英語で「Dime Store」は主に「5番と10番ピン」が残った状態を指し、5番と7番ピンが残った状態のことを、特に「Kresge」という。
また、英語では「Dime Store」以外にも「Woolworth」という呼び名もある。

## 技術面
5番ピンをかするようにして当てると取れるスプリットと考えられており、5・7番ピンは右投げフックボウラーに、5・10番ピンは左投げフックボウラーに向いていると言われている。